# Iglesia de la Polana
La Iglesia de San Antonio de la Polana, (en portugués: Igreja de Santo António da Polana) o Iglesia de la Polana es un edificio religioso localizado en la ciudad de Maputo, Mozambique de arquitectura modernista, construido en 1962 según el proyecto del arquitecto portugués Nuno Cavreiro Lopes. Tiene forma de flor invertida y fue restaurada en 1992.